# نووی دوم
نووی دوم (به چکی: Nový Dům) یک منطقهٔ مسکونی در جمهوری چک است که در ناحیه راکوونیک واقع شده‌است.